# Herbert Lawrence Block
Herbert Lawrence Block (Pseudonym Herblock) (* 13. Oktober 1909 in Chicago; † 7. Oktober 2001 in Washington, D.C.), war ein US-amerikanischer politischer Karikaturist, der über 50 Jahre für die Washington Post arbeitete. Der dreifache Pulitzer-Preisträger für editorial cartooning war seit 1959 ein Mitglied (fellow) der American Academy of Arts and Sciences.
Er erhielt am 8. August 1994 die Freiheitsmedaille ("The Presidential Medal of Freedom").